# Богер (Северна Каролина)
Богер (енгл. Boger) град је у америчкој савезној држави Северна Каролина.

## Демографија
По попису из 2000. године број становника је 554.
| Група             | 2000.       | 2010.    |
| Белци             | 451 (81,4%) | 0 (0,0%) |
| Афроамериканци    | 18 (3,2%)   | 0 (0,0%) |
| Азијати           | 0 (0,0%)    | 0 (0,0%) |
| Хиспаноамериканци | 84 (15,2%)  | 0 (0,0%) |
| Укупно            | 554         | 0        |